# Thanacha Sooksod
Thanacha Sooksod (thai: ธนัชชา สุขสด), född 26 maj 2000 i Suphan Buri, Thailand, är en volleybollspelare (högerspiker). 
Sooksod har spelat med Thailands landslag både på junior och seniornivå. Hon var lagkapten för U19-landslaget som tog brons vid Asiatiska U19-mästerskapet 2018. Ett mästerskap där hon själv utsågs till bästa högerspiker. På klubbnivå har hon spelat med klubbar i Thailand, Japan och Sydkorea.